# 덴포 대기근

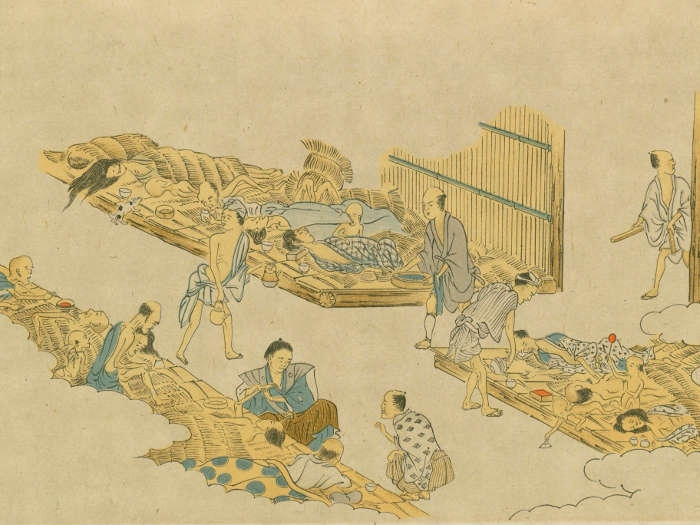
덴포 대기근

덴포 대기근(일본어: 天保の大飢饉)은 에도 시대 후기인 1833년부터 1837년에 걸쳐 진행된 최대 규모의 기근이다. 1839년까지도 계속되었으며, 1836년까지로 정의하는 설도 있다. 1830년부터 1844년까지 닌코 천황의 덴포 시대였기 때문에 이런 이름이 붙여졌다. 홍수와 한파로 일어났으며 혼슈 북부에서 가장 심각했다. 이 기간 다른 심각한 자연 재해도 많았으며 바쿠후의 통치에의 불만으로 반란이 많이 일어나기도 했다.
간에이, 교호, 덴메이에 이어 에도 4대 기근 중 하나로, 간에이 대기근을 제외하고, 에도 3대 기근 중의 하나로 분류되기도 하며, 단순히 덴포 기근이라고 부르기도 한다.

## 개요
주요 원인은 덴포 4년(1833년)에 내린 호우에 의한 홍수와 냉해로 인한 대흉작이었다. 도호쿠 지방(무쓰국과 데와국)의 피해가 가장 컸고, 특히 센다이번의 경우에는 한창 신전(新田) 개발을 실시하여, 실제 수확량으로는 100만석 이상의 녹봉을 가지고 있었지만, 벼농사에 편중된 정책을 실시하고 있었기 때문에 피해가 심했다. 50년 이전의 덴메이 대기근과 비교하여 흉작 대책이 수립해 두었기 때문에 사망자 수는 적었다. 상품 작물의 상업화로 농촌빈부 격차가 커졌기 때문에 가난한 백성들이 많이 굶주려야 했다. 각지에서 많은 수의 아사자가 생겼고, 도쿠가와 막부는 구제를 위해, 에도에서 시중 21 곳에 구제처(5800명 수용)를 설치했지만 구제 대상이 70만 명을 넘어 섰다. 쌀값이 급등하자 각지에서 농민 봉기가 빈발했다. 덴포 7년 6월에는 막부직할령인 가이국 한 나라 규모의 백성이 봉기한 덴포 소동과 덴포 8년 2월에 오사카에서 일어난 오시오 헤이하치로의 난의 원인이 되었다. 특히 오사카에서는 매일 약 150명 ~ 200명의 아사자가 발생하고 있었다고 한다.
한편, 피해자를 한 명도 내지 않았다고 전해진 번도 있었다. 예를 들어 다하라번에서 가로였던 와타나베 카잔이 스승이었던 사토 노부히로의 사상을 바탕으로 《흉황심득서》(凶荒心得書)를 저술하여 영주에 제출하였고, 관리의 기강 단속과 절약, 민중구제를 가장 우선해야 할 것으로 설득하여 급여 개혁과 의창의 정비를 수행하여 성과를 올렸다. 또한 요네자와번도 덴메이 대기근의 교훈을 살려 의창을 정비하고, 구황식 안내서를 만들어 배포하는 등의 사전 조치가 있었다.
당시 일본의 추정 인구는 1833년부터 5년간 125만 2000명 감소하였고, 인구 감소폭 규모로는 덴메이 대기근에 필적했다.
당시 에도 시대 후기부터 메이지 전기까지의 연령별 인구와 출산율, 사망률 추계를 보면 다음과 같다.
- 1833년 (덴포 4) 3,198만
- 1838년 (덴포 9) 3,073만
- 1843년 (덴포 14) 3,177만

## 같이 보기
- 간에이 대기근